# Get to Heaven
Get to Heaven là album phòng thu thứ ba của ban nhạc người Anh Everything Everything. Được thu âm chủ yếu ở Angelic Studios tại Northampton vào nửa cuối 2014 với nhà sản xuất Stuart Price, album được phát hành ngày 22 tháng 6 năm 2015 bởi Sony RCA. Một phiên bản giới hạn của album cũng được phát hành đồng thời, gồm sáu track tặng thêm. Album đạt vị trí số 7 trên UK Albums Chart, và số 29 trên ARIA Charts. "Distant Past" và "Regret" đã được phát hành làm đĩa đơn.
Chủ đề của album tập trung vào các sức ép toàn cầu và chính trị xảy ra vào năm 2014. Sự nổi dậy của Nhà nước Hồi giáo Iraq và Levant (ISIS), phản ứng của truyền thông về Tổng tuyển cử Vương quốc Liên hiệp, 2015 và những vụ xả súng đã ảnh hưởng lên lời bài hát, trong khi phần nhạc của album lại được sáng tác tác để tạo sự mâu thẫu với chủ đề bạo lực.

## Quá trình thu âm
Everything Everything công bố việc sản xuất album mới qua tài khoản Twitter vào tháng 8 năm 2014, và công bố họ sẽ bắt đầu thu âm hai tuần sau đó. Album được thu âm ở Angelic Studios tại Northampton cho tới cuối năm 2014. Ban nhạc thu âm với mục tiêu "khiến mọi người muốn nhảy nhót", và làm ít bài hát mang tính ballad hơn thường xuất hiện trong album trước Arc.

## Tiếp nhận
| Đánh giá chuyên môn | Đánh giá chuyên môn |
| Điểm trung bình     | Điểm trung bình     |
| Nguồn               | Đánh giá            |
| ------------------- | ------------------- |
| Metacritic          | 80/100              |
| Nguồn đánh giá      |                     |
| Nguồn               | Đánh giá            |
| Clash               | 9/10                |
| NME                 | (7/10)              |
| Pitchfork Media     | (7.2/10)            |
| Drowned in Sound    | (8/10)              |
| Telegraph           | 5/5                 |
| Digital Spy         | 5/5                 |

### Thương mại
Get to Heaven đạt vị trí số 7 trên UK Albums Chart.

### Đánh giá chuyên môn
Get to Heaven nhận được những phản hồi tích cực từ các nhà phê bình; trên trang web Metacritic, Get to Heaven nhận được điểm trung bình  80 trên thang điểm 100 dựa trên 16 bài đánh giá. Helen Brown của The Telegraph viết rằng "những chàng trai này cho chúng ta mọi thứ, mọi thứ và rồi hơn nữa". Laura Snapes của Pitchfork bình luận rằng những chủ đề đen tối trong album có thể quá "lấn át".

## Danh sách bài hát
| Standard edition | Standard edition                | Standard edition |
| STT              | Nhan đề                         | Thời lượng       |
| ---------------- | ------------------------------- | ---------------- |
| 1.               | "To the Blade"                  | 4:15             |
| 2.               | "Distant Past"                  | 3:42             |
| 3.               | "Get to Heaven"                 | 3:43             |
| 4.               | "Regret"                        | 3:22             |
| 5.               | "Spring / Sun / Winter / Dread" | 3:18             |
| 6.               | "The Wheel (Is Turning Now)"    | 5:26             |
| 7.               | "Fortune 500"                   | 4:16             |
| 8.               | "Blast Doors"                   | 3:30             |
| 9.               | "Zero Pharaoh"                  | 3:39             |
| 10.              | "No Reptiles"                   | 4:42             |
| 11.              | "Warm Healer"                   | 6:12             |

| Deluxe edition | Deluxe edition           | Deluxe edition |
| STT            | Nhan đề                  | Thời lượng     |
| -------------- | ------------------------ | -------------- |
| 12.            | "We Sleep in Pairs"      | 3:23           |
| 13.            | "Hapsburg Lippp"         | 3:39           |
| 14.            | "President Heartbeat"    | 3:21           |
| 15.            | "Brainchild"             | 3:51           |
| 16.            | "Yuppie Supper"          | 3:33           |
| 17.            | "Only as Good as My God" | 3:35           |

## Thành phẩn tham gia
- Jonathan Higgs — Hát, guitar, keyboard, programming
- Jeremy Pritchard — guitar bass, hát nền, keyboard
- Alex Robertshaw — guitar, hát nền, programming, keyboard
- Michael Spearman — trống, keyboard

## Bảng xếp hạng
| Bảng xếp hạng (2015)     | Vị trí cao nhất |
| ------------------------ | --------------- |
| Australian Albums (ARIA) | 29              |
| Album Anh Quốc (OCC)     | 7               |